# Paradise (canción de The Rasmus)
«Paradise» —en español: «Paraíso»— es el primer sencillo para su noveno álbum Dark Matters de la banda de rock alternativo finlandesa The Rasmus y la primera pista en el álbum. Fue lanzado el 31 de marzo de 2017. Es el primer sencillo de la banda luego de 5 años, ya que se tomó un descanso después de recorrer con su anterior disco homónimo The Rasmus en 2012.

## Lista de canciones
Descarga digital

| N.º | Título     | Duración |  |
| 1.  | «Paradise» | 3:29     |  |

## Créditos
The Rasmus
- Lauri Ylönen: Vocales
- Pauli Rantasalmi: Guitarra
- Eero Heinonen: Bajo
- Aki Hakala: Batería